# Edward Fenech Adami
Edward  „Eddie” Fenech Adami (ur. 7 lutego 1934 w Birkirkarze) – maltański polityk i prawnik, w latach 1977–2004 lider Partii Narodowej, Premier Malty w latach 1987–1996 i 1998–2004, wieloletni parlamentarzysta, od 1989 do 1990 minister spraw zagranicznych, prezydent Malty od 4 kwietnia 2004 do 4 kwietnia 2009.

## Życiorys
Studiował ekonomię, a następnie prawo na Uniwersytecie Maltańskim. Od 1959 praktykował jako adwokat. Na początku lat 60. dołączył do centroprawicowej Partii Narodowej. Został bliskim współpracownikiem lidera tej partii i premiera George'a Borga Oliviera. Był redaktorem partyjnego gazety „Il-Poplu” i przewodniczącym rady administracyjnej partii. W 1962 i 1966 bez powodzenia kandydował do Izby Reprezentantów.
Mandat poselski uzyskał po raz pierwszy w 1969 w wyniku wyborów uzupełniających przeprowadzanych po śmierci jednego z deputowanych. Od tego czasu z powodzeniem ubiegał się o reelekcję w kolejnych wyborach w 1971, 1976, 1981, 1987, 1992, 1996, 1998 i 2003, zasiadając w maltańskim parlamencie nieprzerwanie do 2004.
W 1977 wystartował w wyborach na przewodniczącego Partii Narodowej. W głosowaniu uzyskał dwie trzecie głosów, pokonując Ċensu Tabone i Guida de Marco. W wyborach w 1981 kierowane przez niego ugrupowanie uzyskało najwięcej głosów, jednak więcej mandatów uzyskała rządząca Partii Pracy, której zarzucano gerrymandering przy kształtowaniu okręgów wyborczych. Doprowadziło to do kryzysu konstytucyjnego i czasowego bojkotu prac parlamentu przez Partię Narodową, co skutkowało zmianami w ordynacji wyborczej zapewniającymi większość mandatów zwycięskiej partii.
W 1987 Partia Narodowa uzyskała większość parlamentarną, w maju tegoż roku Edward Fenech Adami objął urząd premiera. Sprawował go przez dwie kadencje do października 1998, gdy jego ugrupowanie przegrało wybory z laburzystami. Przyczyn porażki upatrywano w niepopularnej reformie wprowadzającej na Malcie podatek VAT. Od marca 1989 do maja 1990 jednocześnie pełnił funkcję ministra spraw zagranicznych.
We wrześniu 1998 ponownie został premierem, gdy Partia Narodowa zwyciężyła w przedterminowych wyborach parlamentarnych. Zapewnił sobie reelekcję również w wyniku wyborów w 2003. W okresie urzędowania zakończył negocjacje akcesyjne Malty z Unią Europejską. W lutym 2004 ustąpił z funkcji lidera partii, a w marcu 2004 zakończył urzędowanie na stanowisku premiera oraz wykonywanie mandatu poselskiego.
4 kwietnia 2004 został nowym prezydentem Malty, jego pięcioletnia kadencja zakończyła się 4 kwietnia 2009.
Żonaty z Mary, ma pięcioro dzieci; jego syn Beppe Fenech Adami również zajął się działalnością polityczną.

## Odznaczenia
- Narodowy Order Zasługi (1990)[5]
- Xirka Ġieħ ir-Repubblika (2004, z urzędu)
- Krzyż Wielki Orderu Infanta Henryka (Portugalia, 1994)[6]
- Krzyż Wielki Orderu Piusa IX (Watykan, 1995)[7]
- Order Krzyża Ziemi Maryjnej I klasy (Estonia, 2003)[8]
- Order Trzech Gwiazd I klasy (Łotwa, 2004)[9]
- Łańcuch Orderu Gwiazdy Rumunii (Rumunia, 2004)[10]
- Krzyż Wielki z Łańcuchem Orderu Zasługi Republiki Włoskiej (Włochy, 2005)[11]
- Krzyż Wielki z Łańcuchem Orderu Łaźni (Wielka Brytania, 2005)[12]
- Krzyż Uznania I klasy (Łotwa, 2006)[13]
- Wielki Order Króla Tomisława (Chorwacja, 2006)[14]
- Order Księcia Jarosława Mądrego I klasy (Ukraina, 2008)[15]
- Wielki Łańcuch Orderu Infanta Henryka (Portugalia, 2008)[6]
- Order Orła Białego (Polska, 2009)[16]
- Komandor Legii Honorowej (Francja, 2010)[17]